# クラウス・プリングスハイム
クラウス・プリングスハイム（Klaus Pringsheim, 1883年7月24日 ミュンヘン郊外フェルダフィング - 1972年12月7日 東京都）は、バイエルン出身の指揮者・作曲家・音楽評論家・ピアニスト。レオニード・クロイツァー、マンフレート・グルリットらとともに日本におけるクラシック音楽の普及・定着に尽力するとともに、作曲や指揮の教師として、日本人音楽家の育成に多大な貢献を行なった。ドイツ政府から連邦功労十字勲章を、日本政府から勲五等瑞宝章が授与された。

## 生涯

### ドイツ時代
父アルフレート・プリングスハイムは、アシュケナジム・ユダヤ系豪商の家系に生まれた有名な数学者であり、優れた美術品蒐集家にして熱烈なワグネリアンでもあった。双子の妹カーチャ（またはカティア）は、文豪トーマス・マンと結婚した。マンはカーチャとの結婚の直前（1905年夏）に双子の兄妹の近親相姦を扱った小説「ヴェルズンゲンの血」を書き、これがクラウスとカーチャをモデルにした作品であるとの噂が立ったため、スキャンダルになったことがある。また、植物学者ナタナエル・プリングスハイムは父アルフレートの叔父にあたるといわれる。
父親の手引きで少年時代より楽才を発揮し、作曲家・音楽理論家ルートヴィヒ・トゥイレに入門するより早く、わずか13歳で最初の管弦楽曲を作曲。青年時代はリヒャルト・シュトラウスから影響を受ける。トゥイレに作曲を、ベルンハルト・シュターフェンハーゲンにピアノを師事するかたわらに、ミュンヘン大学で数学・物理学を学んだ後、ウィーンに出てグスタフ・マーラーに指揮を学ぶ。1907年からジュネーヴ、1909年にプラハ、1914年にブレスラウにおいてオペラ指揮者として活躍した。第一次大戦が勃発し、彼は1915年ブレーメン市立劇場総監督となる。戦争が終わり、1918年よりベルリンに定住して、マックス・ラインハルトの劇場 Großes Schauspielhaus で音楽監督兼座付き作曲家となったのを皮切りに、音楽批評や指揮者として華々しい活動を続ける。
1923年から翌年にかけドイツで最初のマーラーの交響曲の連続公演を敢行するが、第一次世界大戦後のドイツにおいて過酷をきわめたインフレーションにより、《交響曲第8番》ならびに《第9番》の上演はできなかった。1920年代にはドイツ社会民主党に入党する一方、ダダイスム・サークルの音楽部員のひとりとして、ヘルマン・シェルヘンらと交流した。1923年ベルリン大学で「音楽社会学の根本問題」と題する講演を行い、その後もしばしば演壇に立った。1929年に政府がクロール歌劇場の閉鎖を打ち出すと、反対の論陣を張った。

### 一度目の来日
1931年ベルリン市立歌劇場監督の選挙に敗れる。政党との訣別を決心してチャールズ・ラウトルップの推薦で同年来日し、東京音楽学校（現東京藝術大学）の作曲教師に就任した。マーラーやストラヴィンスキー、クルト・ヴァイルら、当時としてはモダンな作品を学園オーケストラを指揮して上演し、新風を巻き起こした。学校オペラでは1932年に「デア・ヤーザーガー」を上演した。
1935年には自作『管弦楽のための協奏曲』を初演したが、古典主義的・伝統主義的な音楽観に基づき、「和声付けされたポリフォニックな日本音楽の創出」を呼びかけたがために、よりモダンな作風を志向する諸井三郎、箕作秋吉、田中正平、清瀬保二らに非難された。駐日ドイツ大使館がユダヤ人追放を迫る中、1937年6月に任期終了による辞表を提出した。ローゼンシュトック、山根銀二、高橋均ら多くの文化人が愛惜の念を雑誌に載せている。東京音楽学校校長乗杉嘉壽もクラウスの6年間に渡る音楽教育の実績を讃える記事を載せ、7月8日に告別演奏会を開催した。10月に離日する際は東京駅で海軍軍楽隊が送別曲を演奏した。
1937年にシャム政府に招かれ、11月からバンコクの芸術院で西洋音楽の教授に着任する。1939年にタイ政府が枢軸国寄りの政策に転じたのを機に、「ドイツならびにイタリアの正当なパスポートを持たないユダヤ人」との理由で国外追放に処せられた。ちなみにタイ滞在中には、シャムやインドシナの民族音楽を研究している。

### 二度目の来日
1939年5月に再来日し、戦中日本の時局に妥協的な、愛国主義的な創作に着手するかたわら、在日ユダヤ人音楽家に対するナチス・ドイツ政府の横槍にもかかわらず、自ら東京室内交響楽団を率いて、1941年から1943年まで指揮活動に没頭、モーツァルトやJ.S.バッハ、フランス・バロック音楽を本格的に紹介した。日本の戦局が厳しくなり、1945年5月から都内の修道院において、敵性外国人として軟禁状態におかれる。
第二次世界大戦後は、進駐軍のために接収されたアーニー・パイル劇場（現・東京宝塚劇場）の指揮者となるが、待ち望んでいた教壇への復帰が果たせなかったことから、1946年に渡米、妹一族の亡命先カリフォルニア州に滞在した。この間の活動は不明である。

### 三度目の来日
1951年に来日20周年記念演奏会が東京で行われたのを機に、訪日の要請を受け再々来日した。この時すでに日本永住の決意を固めていた。武蔵野音楽大学教授に就任する。同年、加藤子明によりプリングスハイムの評伝『日本の幻想』が上梓される。1961年には、東京文化会館開館記念の「東京世界音楽祭」（1961 Tokyo East West Music Encounter）のために、吉田秀和らとともに日本側スタッフの一人として活動した。初期の「日本マーラー協会」「日本ヤナーチェク協会」設立にも奔走した。晩年は亡くなるその日まで、作曲活動のかたわら、英字紙のために音楽評論家を務めたという。
戦前・戦中においては、学生や演奏家の間で、気難しく癇癪持ちといったイメージが持たれていたようであるが、戦後においては、とりわけ武蔵野音大の学生・同僚の間で「プリン先生」の愛称で親しまれていた。また晩年には、ビートルズにも注目していたといわれる。
長男のハンス・エーリク・プリングスハイム（Hans Erik Pringsheim, 1915年-1995年）は『連想ゲーム』に出演したほか、『木曜洋画劇場』司会者を務めるなど日本でタレント活動を行った。
次男のクラウス・フーベルト・プリングスハイム2世は政治学者で、カナダのマクマスター大学名誉教授。ただしクラウス・フーベルトの実父はオペラ歌手のハンス・ヴィンケルマンである。

## 作品
- 交響詩「ヴァレンタイン」作品6 (1896年)[27]
- 交響詩「海にて」作品22 (1900年)[27]
- 歌曲「ヴェニス」作品24 (1902年)[27]
- ピアノと管弦楽のための協奏曲 作品26 (1905年)[27]
- オペラ「ロイコとラッダ」(1917年)[28]
- テーオドーア・シュトルムの詩による10曲の歌 作品27 (1917年又は1918年)[28]
- シラーの「群盗」からアマリエのふたつの歌 (1921年又は1922年)[28]
- 古風な様式による小組曲 作品29 (1922年)[28]
- 四つの労働歌 作品31 (1922年)[28]
- 映画音楽「除夜の悲劇」 (1923年)[28]
- 管弦楽のための協奏曲 作品32 (1934年)[29]
- シャム国王行進曲 作品38 (1938年)[29]
- 興亜行進曲 作品40 (1938年)[29]
- ヴァイオリンとピアノのためのシャムのメロディ 作品37 (1938年?)[29]
- 日本海軍の行進曲による変奏曲とフーガ (1938年?)[29]
- ラジオ劇「山田長政」 (1939年)[29]
- シロフォンと管弦楽のためのコンチェルティーノ (1962年)[30]
- 主題と変奏 (1972年)[30]

## 門人
- 安部幸明[31][32]
- 石渡日出夫[33]
- 市川都志春[34]
- 上埜孝
- 大森盛太郎[35]
- 尾高尚忠[36]
- 柏木俊夫[37]
- 川辺真
- 清瀬保二[38]
- 桑原研郎[39]
- 呉泰次郎[40]
- 神良聡夫[41]
- 小松清[42]
- 佐藤長助[43]
- 渋谷修[44]
- 須賀田礒太郎[45]
- 高田三郎[46]
- 田中昭徳
- 田村徹[47][48]
- 長谷川良夫[49]
- 坂幸也[50]
- 平井康三郎[51]
- 松永通温[52]
- 村井恒雄[53]
- 藤山一郎
- 柳田孝義[54]
- 山縣茂太郎[55]
- 山田和男（山田一雄）[56]
- 渡辺茂夫[57]
- 渡鏡子[58]